# 이사벨 페론
마리아 에스텔라 마르티네스 카르타스 데 페론(María Estela Martínez Cartas de Perón, 1931년 2월 4일 ~ )은 이사벨리타 페론(스페인어: Isabelita Perón) 또는 이사벨 페론(스페인어: Isabel Perón)으로 알려진 아르헨티나의 무용수 출신 여성 정치인이다. 후안 페론 대통령의 세 번째 부인으로, 남편의 러닝메이트로 대통령 선거에 출마하여 부통령이 되었다. 후안 페론의 사망으로 대통령직을 승계했으나, 경제파탄과 정치혼란으로 국민들의 반감을 사다가 1976년 쿠데타로 실각했다.

## 성장과정
1931년 아르헨티나 라리오하주 라리오하의 넉넉하지 못한 집안에서 태어났다. 젊은 시절 무용수로 일했고, 이 때부터 로마 가톨릭 교회에서 견진받을 때 얻은 세례명인 이사벨을 예명으로 사용했다.
1956년경 파나마에서 망명 중인 후안 페론을 만나게 되었다. 두 번째 부인 에바 페론을 잃고 독신으로 지내던 후안 페론은 이사벨의 젊음과 미모에 빠져들었고, 이사벨을 자신의 개인 비서로 채용했다. 1960년 후안 페론은 망명지를 스페인으로 바꿨고, 이사벨은 그를 따라 스페인으로 건너갔으며, 두 사람은 35세의 나이차를 극복하고 함께 살다가 그 이듬해 정식으로 결혼했다.

## 정치활동

### 남편의 선거활동 협력
이사벨은 1960년대와 1970년대 초 여러 차례 아르헨티나로 가서 후안 페론 시대의 국민의 추억을 상기시키며 후안 페론의 정계 복귀를 위한 기반을 다졌다.
그런 가운데 1973년 대통령 선거에서 페론주의를 내건 정의당의 엑토르 호세 캄포라가 당선됐다. 이는 곧 후안 페론의 복귀를 의미하는 것이나 마찬가지였다. 캄포라는 곧 스스로 사임했으며, 페론 부부는 아르헨티나로 돌아가 다음 선거를 준비했다.
국민들의 반대 움직임이 있었지만, 호세 로페스 레가의 제안으로 후안 페론의 러닝 메이트로는 이사벨이 지명됐다.

### 대통령직 승계
선거 결과 후안 페론이 대통령, 이사벨 페론이 부통령으로 당선되어 1973년 10월 12일 취임했다. 그러나 고령의 후안은 건강이 악화되어 대통령직을 제대로 수행하지 못하는 경우가 많아 이사벨이 대통령직을 대행해야 했다.
결국 후안 페론은 1974년에 사망했고, 이사벨이 대통령직을 승계했다. 이로써 이사벨은 세계 최초의 여성 대통령이 됐다. 부통령으로 있다가 대통령의 궐위로 대통령직을 승계한 것이므로 법적으로 아무런 하자가 없었지만, 국민의 반감이 심했으며, 이전 정권의 인플레이션, 사회갈등, 정치폭력 등의 문제를 그대로 물려받았다.
그는 낮은 지지율을 회복해 보기 위해 국민의 인기가 높던 에바 페론의 계승자를 자처했다. 그는 이에 외국에 있던 에바 페론의 유해를 아르헨티나로 송환하는 등 국민의 지지를 받기 위한 노력을 했으나, 반감은 수그러들지 않았다. 호세 로페스 레가가 이사벨 정부의 수상 겸 사회복지부 장관으로 활동하면서, 인기없는 보수적인 재정정책을 실행했다. 1975년 그의 부하 셀레스티노 로드리고(Celestino Rodrigo) 경제부 장관은 페소화 가치를 50% 평가절하하고 물가제한 정책을 폐지했다. 이는 경제혼란·인플레이션·중산층과 서민의 생활고를 유발했다. 경제는 파탄상태에 이르렀고 물가를 잡기 위해 화폐 발행을 늘렸지만, 인플레이션은 더욱 심해졌고, 이에 항의하는 폭동이 이어져 국가는 거의 무정부상태에 이르렀다.
정치혼란을 타개하고자 계엄령을 선포했으나, 상황은 더욱 악화됐고, 군부도 그에게서 등을 돌렸다. 집권 내내 좌파 게릴라의 준동과 우파 암살단의 보복테러 등으로 인한 정국 혼란에 시달렸으며, 결국 1976년 3월 군부 쿠데타가 일어나 축출되고 말았다.

### 스페인 망명
군부의 군사반란으로 5년간 가택연금을 당한 이사벨은 1981년 재임 중의 부패혐의로 기소됐다가 가석방 된 후 외국 망명이 허용돼 스페인으로 떠났다.
1983년 사면되었으나 아르헨티나로 돌아오지 않았고, 1985년 정의당의 당수직도 사임해 정계에서 완전히 물러났다. 그 후 몇 차례 아르헨티나로 돌아가 정계 복귀 시도를 했으나 뜻을 이루지 못했고, 계속 스페인에 머물렀다.
2007년 아르헨티나 법원이 그가 그의 대통령 임기 중 일어난 반체제 인사의 의문사 사건과 관련이 있다는 이유로 그에 대한 체포영장을 발부해 일단 스페인 법정에 출두했다. 하지만 2008년 4월 스페인 사법부는 그녀의 아르헨티나 송환을 거부하는 결정을 했다.
당시 아르헨티나 법원에서 적용한 혐의는 1976년 2월 좌파인사 엑토르 알도 파게티 가예고의 실종 및 미성년자인 호르헤 발렌틴 베론 체포 사건과 집권 기간 극우 비밀조직 아르헨티나 반공주의자 동맹(AAA)에 의해 자행된 것으로 추정되는 살인 사건에 연루된 혐의였다. AAA는 1973년 ~ 1976년 사이 최소한 1500명의 정치적 반대자를 살해한 것으로 알려져 있다.

## 같이 보기
- 로페스 레가
- 아르헨티나 반공주의자 동맹
- 후안 페론

## 역대 선거 결과
| 선거명      | 직책명              | 대수 | 정당   | 득표율 | 득표수      | 결과 | 당락 |
| ----------- | ------------------- | ---- | ------ | ------ | ----------- | ---- | ---- |
| 1973년 선거 | 아르헨티나의 부통령 | 28대 | 정의당 | 61.85% | 7,359,252표 | 1위  |      |